# Герб Регенгуша-де-Монсараша
Ге́рб Регенгу́ша-де-Монсара́ша — офіційний символ містечка Регенгуш-де-Монсараш, Португалія. Використовується як територіальний герб. У срібному щиті зелений корковий дуб із золотими жолудями, чорними гілками, стовбуром і кореневищем. Середня облуплена частина стовбуру червона. Обабіч дуба два пурпурні виноградні грона із зеленим листям. Щит увінчує срібна мурована містечкова корона з чотирма вежами.  Під щитом біла стрічка, на якій великими літерами напис португальською: «vila de Reguengos de Monsaraz» (містечко Регенгуш-де-Монсараш).  Офіційно затверджений 8 квітня 1940 року.  

## Галерея

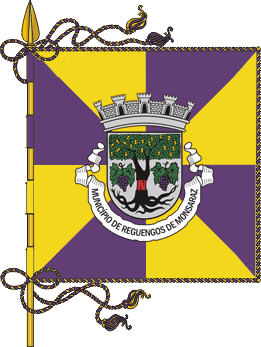
Прапор